# Джугало Казимир Іванович
Казимир-Степан Іванович Джугало (9 жовтня 1908, Сокаль — 9 січня 2002, Сокаль) — український політичний діяч, фінансовий референт (бухгалтер) Закордонних частин Організації українських націоналістів.

## Біографія
На початку 1960-х років, розчарувавшись в націоналістичній ідеології, відрікся від ОУН, остаточно переїхав до СРСР і направив кілька листів за кордон із закликами припинити антидержавну діяльність.